# Zdeněk Rygel
Zdeněk Rygel (né le 1er mars 1951 à Ostrava) est un footballeur international tchécoslovaque. Il participe aux Jeux olympiques d'été de 1980, remportant la médaille d'or avec la Tchécoslovaquie.

## Biographie

### En club
Zdeněk Rygel joue en Tchécoslovaquie et à Chypre. Il évolue pendant onze saisons avec le club du Baník Ostrava, de 1972 à 1983.
Il remporte avec le Baník Ostrava trois championnats de Tchécoslovaquie, et deux Coupes de Tchécoslovaquie.
Au sein des compétitions européennes, il joue 12 matchs en Coupe d'Europe des clubs champions, 13 matchs en Coupe de l'UEFA, et enfin huit rencontres en Coupe des coupes (trois buts). Il est quart de finaliste de la Coupe de l'UEFA en 1975, puis quart de finaliste de la Coupe des clubs champions en 1981. Il atteint également les demi-finales de la Coupe des coupes en 1979, en étant battu par le club allemand du Fortuna Düsseldorf.

### En équipe nationale
Zdeněk Rygel reçoit quatre sélections en équipe de Tchécoslovaquie entre 1974 et 1975, sans inscrire de but.
Il joue son premier match en équipe nationale le 27 avril 1974, en amical contre la France (score : 3-3 à Prague). Il joue son dernier match le 7 juin 1975, en amical contre l'Autriche (score : 0-0 à Vienne).
Il participe avec l'équipe olympique aux Jeux olympiques d'été de 1980 organisés à Moscou. Lors du tournoi olympique, il joue deux matchs : contre la Colombie et la RDA. La Tchécoslovaquie est sacrée championne olympique.

## Palmarès

### équipe de Tchécoslovaquie
- Jeux olympiques de 1980 :
  -  Médaille d'or.

### Baník Ostrava
- Championnat de Tchécoslovaquie :
  - Champion : 1976, 1980 et 1981.
  - Vice-champion : 1979, 1982 et 1983.

- Coupe de Tchécoslovaquie :
  - Vainqueur : 1973 et 1978.
  - Finaliste : 1979.

- Coupe Intertoto
  - Vainqueur : 1974, 1976 et 1979.